# Rhododendron diphrocalyx
Rhododendron diphrocalyx är en ljungväxtart som beskrevs av Isaac Bayley Balfour. Rhododendron diphrocalyx ingår i släktet rododendron, och familjen ljungväxter. Inga underarter finns listade i Catalogue of Life.